# Custo social do carbono
O custo social do carbono (CSC) é o custo marginal dos impactos causados pela emissão de uma tonelada extra de gás de efeito estufa (dióxido de carbono equivalente), incluindo impactos 'não comerciais' sobre o meio ambiente e a saúde humana. O objetivo de colocar um preço em uma tonelada de CO2 emitido é ajudar os formuladores de políticas ou outros legisladores a avaliar se uma política destinada a conter as mudanças climáticas é justificada. O custo social do carbono é um cálculo focado na adoção de medidas corretivas sobre as mudanças climáticas que podem ser consideradas uma forma de falha de mercado. Estudos mais recentes calculam custos superiores a US$ 300 por tonelada de CO2 (/t CO2). O Painel Intergovernamental sobre Mudanças Climáticas sugeriu que um preço de carbono de US$ 135 a US$ 5.500/t CO2  em 2030, e de US$ 245 a US$ 13.000 em 2050 (dólares americanos de 2010), seria necessário para conduzir as emissões de carbono para ficar abaixo do limite de 1.5°C.

## Cálculo
O cálculo do CSC  requer a estimativa dos impactos das mudanças climáticas. Isso inclui impactos na saúde humana, medidos pela quantidade de danos causados e o custo para remediá-los. As avaliações podem ser difíceis porque os impactos nos ecossistemas não têm um preço de mercado. Em economia, comparar os impactos ao longo do tempo envolve uma taxa de desconto ou preferência temporal . Esta taxa determina o peso colocado em impactos que ocorrem em momentos diferentes.
As melhores estimativas do CSC vêm de modelos de avaliação integrados (MAI) que preveem os efeitos das mudanças climáticas em vários cenários e permitem o cálculo de danos monetizados. Um dos MAIs mais utilizados é o Modelo Dinâmico Integrado do Clima e da Economia (DICE) .
O modelo DICE, desenvolvido por William Nordhaus, orienta o cálculo do custo social do carbono. O modelo DICE define o CSC como "igual ao impacto econômico de uma unidade de emissões em termos de consumo do período t como um numéraire.
Outros MAIs populares usados para calcular o custo social do carbono incluem o Modelo de Análise de Políticas para o Efeito Estufa (PAGE) e o Esquema Climático para Incerteza, Negociação e Distribuição (FUND).
Nos Estados Unidos, o uso de MAIs existentes para calcular o CSC tem sido criticado por falta de cálculos apropriados para interações entre regiões. Por exemplo, catástrofes climáticas causadas por mudanças climáticas em uma região podem ter um impacto dominó na economia de regiões vizinhas ou parceiros comerciais.
A ampla gama de estimativas é explicada principalmente por incertezas na ciência das mudanças climáticas, incluindo a sensibilidade climática (quantidade de aquecimento global esperada quando a concentração atmosférica de CO2 dobra) diferentes opções de taxa de desconto, tratamento da equidade e como os impactos catastróficos potenciais são estimados.

## Recomendações de precificação de carbono
De acordo com a teoria econômica, o preço do carbono deveria ser igual ao CSC. Na realidade, o imposto de carbono e o comércio de emissões de carbono cobrem apenas um número limitado de países e setores. O relatório do IPCC de 2018 sugeriu que um preço de carbono de US$ 135-5.500 em 2030 e US$ 245-13.000/t CO  em 2050 seria necessário para conduzir as emissões de carbono para ficar abaixo do limite de 1.5 °C. Grandes estudos no final da década de 2010 estimaram o custo social do carbono seria tão alto quanto $ 417/t CO2 ou tão baixo quanto $ 54/t CO2. Ambos os estudos incluem amplas variações; o último é um meta-estudo cujas estimativas de fonte variam de -$13,36/t CO2 a $ 2.386,91/t CO2 . Observe que os custos referem-se não ao elemento carbono, mas da molécula dióxido de carbono. Cada tonelada de dióxido de carbono consiste em cerca de 0,27 toneladas de carbono e 0,73 toneladas de oxigênio.
Em 2021, o estudo "O custo social do dióxido de carbono sob os feedbacks da economia climática e a variabilidade da temperatura" estimou custos até mais de US$ 300/t CO2 . Um estudo publicado em setembro de 2022 na Nature estimou o custo social do carbono (CSC) em US$ 185 por tonelada de CO2  — 3,6 vezes maior do que o valor atual do governo dos EUA de US$ 51 por tonelada.
Chen, Van der Beek e Cloud indagam sobre os benefícios de incorporar uma segunda medida das externalidades do carbono, contabilizando tanto o custo social do carbono quanto o custo de risco do carbono. Essa técnica envolve a contabilização do custo do risco nas metas de mudança climática. Matsuo e Schmidt sugerem que as políticas de carbono giram em torno de duas metas de energia renovável. Eles se concentram em reduzir o custo da energia renovável e no crescimento da indústria. O problema com esses objetivos na política é que a priorização pode afetar o desempenho da política. Isso pode resultar em um impacto negativo no custo social do carbono, afetando a forma como as energias renováveis são incorporadas à sociedade. Newbery, Reiner e Ritz discutem um preço mínimo de carbono no artigo “A economia política de um preço mínimo de carbono para geração de energia” como um meio de atribuir ao custo social do carbono. Eles discutem como a incorporação de um preço mínimo de carbono no CSC pode ter um efeito de longo p de menos uso de carvão, um aumento no preço da eletricidade e mais inovação e investimento em alternativas de baixo carbono.

## Uso em decisões de investimento
As organizações que adotam uma abordagem de gestão integrada estão usando o custo social do carbono para ajudar a avaliar as decisões de investimento e orientar o planejamento de longo prazo, a fim de considerar toda a extensão de como suas operações impactam a sociedade e o meio ambiente. Ao atribuir um valor às emissões de CO2, os tomadores de decisão podem usar esse valor para expandir as ferramentas tradicionais de tomada de decisões financeiras e criar novas métricas para medir os resultados de suas ações a curto e longo prazo. Isso significa levar o tripé da sustentabilidade um passo adiante e promover uma abordagem integrada do tripé. A priorização de uma abordagem inetegrada começa com a mudança da maneira como pensamos sobre as medidas financeiras tradicionais, pois elas não levam em consideração toda a extensão dos impactos de curto e longo prazo de uma decisão ou ação. Em vez disso, o retorno do investimento pode ser expandido para o retorno da integração, a taxa interna de retorno pode evoluir para uma taxa de retorno integrada e, em vez de se concentrar no valor presente líquido, as empresas podem planejar o valor futuro integrado.

## Por país
Estima-se que o CSC seja alto na Índia, China, Arábia Saudita e Estados Unidos.

### Estados Unidos
Em fevereiro de 2021, o governo dos EUA estabeleceu o custo social do carbono em US$ 51 por tonelada, com base em uma taxa de desconto de 3%, mas planeja uma revisão mais completa da questão. No entanto, em fevereiro de 2022, um tribunal decidiu contra o governo e disse que o número era inválido, pois apenas danos dentro dos EUA poderiam ser incluídos. Em março de 2022, um painel de três juízes do 5º Circuito de Apelações suspendeu sua liminar, permitindo o uso contínuo da figura provisória. O custo social do carbono é usado na formulação de políticas.
A Ordem Executiva 12.866 exige que as agências considerem os custos e benefícios de quaisquer regulamentações potenciais e apenas proponha regulamentações cujos benefícios justifiquem os custos. As estimativas de custo social  de carbono permite, que as agências levem em consideração o impacto do aumento das emissões de dióxido de carbono nas análises de custo-benefício.
O governo dos Estados Unidos não foi obrigado a implementar os requisitos de emissão de gases de efeito estufa até depois do processo judicial de 2007 Massachusetts v. EPA . O governo dos EUA teve dificuldades para implementar os requisitos devido à falta de um custo social de carbono preciso para orientar  políticas.
Também nos EUA, devido às diferentes estimativas de custo social do carbono, em 2009, o Escritório de Gestão e Orçamento (OMB) e o Conselho de Assessores Econômicos estabeleceram o Grupo de Trabalho Interinstitucional sobre o Custo Social dos Gases de Efeito Estufa (GTI) na tentativa de desenvolver estimativas de padrões de CSC para uso de órgãos federais considerando as políticas regulatórias. Este estabelecimento foi anteriormente chamado de Grupo de Trabalho Interagências sobre o Custo Social do Carbono, mas agora se estendeu para incluir vários gases de efeito estufa. O IWG trabalha em estreita colaboração com as Academias Nacionais de Ciências, Engenharia e Medicina para criar relatórios atualizados sobre o CSC.
Ao desenvolver as estimativas de custo social de carbono de 2010 e 2013, o US Government Accountability Office usou uma abordagem baseada em consenso com grupos de trabalho ao lado de trabalhos acadêmicos, estudos e modelos existentes. Isso gerou estimativas de custos e benefícios sociais que os órgãos governamentais poderiam utilizar na criação de políticas ambientais. Membros do público podem comentar sobre as estimativas de custo social do carbono.
Junto com o Escritório de Gestão e Orçamento (OMB) e o Conselho de Assessores Econômicos, seis órgãos federais trabalharam no grupo de trabalho. As agências envolvidas incluíram a Agência de Proteção Ambiental (EPA), o Departamento de Agricultura dos Estados Unidos, o Departamento de Comércio dos Estados Unidos, o Departamento de Energia dos Estados Unidos, o Departamento de Transporte dos Estados Unidos (DOT) e o Departamento de Tesouro dos Estados Unidos. O Grupo de Trabalho Interinstitucional analisou e aconselhou que a política em torno do custo social do carbono deve ser implementada com base nos impactos globais e não nos domésticos. O apoio a essa expansão de escopo decorre de teorias de que as mudanças climáticas podem levar à migração global e à desestabilização política e ambiental que afeta tanto a segurança nacional e a economia dos Estados Unidos, quanto seus aliados e parceiros comerciais.

## Críticas
O Custo Social do Carbono tem sido criticado por ser extremamente incerto, mudando ao longo do tempo e de acordo com o nível de emissões, sendo considerado pouco útil para os formuladores de políticas públicas. O SCC não é mais usado para avaliação de políticas no Reino Unido ou na União Europeia.

### IPCC
- de Coninck, H.; Revi, A.; Babiker, M.; Bertoldi, P.;  et al. (2018). «Chapter 4: Strengthening and Implementing the Global Response». Global Warming of 1.5 ºC. [S.l.: s.n.] pp. 313–443

### Outras referências
1. ↑  Yohe, G.W.;  et al. (2007). «20.6 Global and aggregate impacts; 20.6.1 History and present state of aggregate impact estimates». In:  M.L. Parry. Perspectives on climate change and sustainability. Col: Climate Change 2007: Impacts, Adaptation and Vulnerability. Contribution of Working Group II to the Fourth Assessment Report of the Intergovernmental Panel on Climate Change. [S.l.]: Cambridge University Press. Consultado em 12 de outubro de 2011. Cópia arquivada em 7 de novembro de 2011
2. ↑  «Social Cost of Carbon 101». Resources for the Future (em inglês). Consultado em 25 de agosto de 2020
3. 1 2  Kikstra, Jarmo S.; Waidelich, Paul; Rising, James; Yumashev, Dmitry; Hope, Chris; Brierley, Chris M. (6 de setembro de 2021). «The social cost of carbon dioxide under climate-economy feedbacks and temperature variability». Environmental Research Letters (em inglês). 16 (9). 094037 páginas. Bibcode:2021ERL....16i4037K. ISSN 1748-9326. doi:10.1088/1748-9326/ac1d0b
4. 1 2  IPCC SR15 Ch4 2018, p. 374
5. ↑    Greenstone, Michael, Elizabeth Kopits, and Ann Wolverton. Estimating the Social Cost of Carbon for Use in U.S. Federal Rulemakings a Summary and Interpretation. Cambridge, Mass: National Bureau of Economic Research, 2011. Print.
6. 1 2  Valuing Climate Damages: Updating Estimation of the Social Cost of Carbon. Washington DC: The National Academies Press. 2017. 9 páginas
7. ↑  «Country-level social cost of carbon». 28 de setembro de 2018. Consultado em 31 de maio de 2020
8. 1 2  Wang, P.; Deng, X.; Zhou, H.; Yu, S. (2019). «Estimates of the social cost of carbon: A review based on meta-analysis». Journal of Cleaner Production 209 (2019) 1494-1507. Journal of Cleaner Production. 209: 1494–1507. doi:10.1016/j.jclepro.2018.11.058
9. ↑  «Why do carbon dioxide emissions weigh more than the original fuel?». Consultado em 31 de maio de 2020
10. ↑  Rennert, Kevin; Errickson, Frank; Prest, Brian C.; Rennels, Lisa;  et al. (1 de setembro de 2022). «Comprehensive Evidence Implies a Higher Social Cost of CO2». Nature. doi:10.1038/s41586-022-05224-9
11. ↑  Chen, D.B.; Van Der Beek, J.; Cloud, J. (2019). «Hypothesis for a Risk Cost of Carbon: Revising the Externalities and Ethics of Climate Change» (PDF). Understanding Risks and Uncertainties in Energy and Climate Policy: 183–222. ISBN 978-3-030-03151-0. doi:10.1007/978-3-030-03152-7_8
12. ↑  Matsuo, T.; Schmidt, T.S. (2019). «Managing tradeoffs in green industrial policies: The role of renewable energy policy design». World Development. 122: 11–26. doi:10.1016/j.worlddev.2019.05.005
13. ↑  Newbery, D.M.; Reiner, D.M.; Ritz, R.A. (2019). «The political economy of a carbon price floor for power generation». The Energy Journal. 40. 1 páginas. doi:10.5547/01956574.40.1.dnew
14. ↑  Sroufe, Robert (2018). Integrated Management: How Sustainability Creates Value for Any Business. [S.l.]: Emerald Publishing. 20 páginas
15. ↑  Ricke, Katharine; Drouet, Laurent; Caldeira, Ken; Tavoni, Massimo (2018). «Country-level social cost of carbon». Nature Climate Change (em inglês). 8 (10): 895–900. Bibcode:2018NatCC...8..895R. ISSN 1758-6798. doi:10.1038/s41558-018-0282-y |hdl-access= requer |hdl= (ajuda)
16. ↑  Eilperin, Juliet; Dennis, Brady (26 de fevereiro de 2021). «Biden is hiking the cost of carbon. It will change how the U.S. tackles global warming.». The Washington Post (em inglês). Consultado em 26 de fevereiro de 2021
17. ↑  agencies, Guardian staff and (12 de fevereiro de 2022). «Trump-appointed judge blocks Biden administration climate metric». the Guardian (em inglês). Consultado em 13 de fevereiro de 2022
18. ↑  Langford, Cameron (17 de março de 2022). «Fifth Circuit: Biden administration can quantify costs of harmful emissions». Courthouse News. Consultado em 30 de março de 2022
19. ↑  Plumer, Brad (23 de agosto de 2018). «Trump Put a Low Cost on Carbon Emissions. Here's Why It Matters.». The New York Times (em inglês). ISSN 0362-4331. Consultado em 7 de novembro de 2019
20. ↑  Federal Register (4 de outubro de 1993). «Executive Order 12866 of September 30, 1993» (PDF). National Archives. Consultado em 4 de novembro de 2021 [ligação inativa]
21. 1 2  Carleton, Tamma; Greenstone, Michael (janeiro de 2021). «Updating the United States Government's Social Cost of Carbon» (PDF). Energy Policy Institute at the University of Chicago. 50 páginas
22. ↑  United States. Government Accountability Office (2014). Regulatory impact analysis, development of social cost of carbon estimates : report to congressional requesters. [S.l.: s.n.] OCLC 889323745
23. 1 2 3  U.S. Government Accountability Office (julho de 2014). «Development of Social Cost of Carbon Estimates» (PDF). Regulatory Impact Analysis. 36 páginas
24. 1 2  United States Government (fevereiro de 2021). «Technical Support Document: Social Cost of Carbon, Methane, and Nitrous Oxide Interim Estimates under Executive Order 13990» (PDF). Interim Estimates Under Executive Order 13990. 48 páginas
25. ↑  Ackerman, Frank; Stanton, Elizabeth (4 de abril de 2012). «Climate Risks and Carbon Prices:Revising the Social Cost of Carbon». Economics: The Open-Access, Open-Assessment e-Journal. 6. 25 páginas. doi:10.5018/economics-ejournal.ja.2012-10
26. ↑  «The social cost of carbon; it's time to kill it». Cambridge Econometrics (em inglês). 4 de dezembro de 2018. Consultado em 7 de novembro de 2019
27. ↑  «Carbon valuation». GOV.UK (em inglês). Consultado em 7 de novembro de 2019
28. ↑  «Q&A: The social cost of carbon». Carbon Brief (em inglês). 14 de fevereiro de 2017. Consultado em 7 de novembro de 2019